# أوبل راك.1

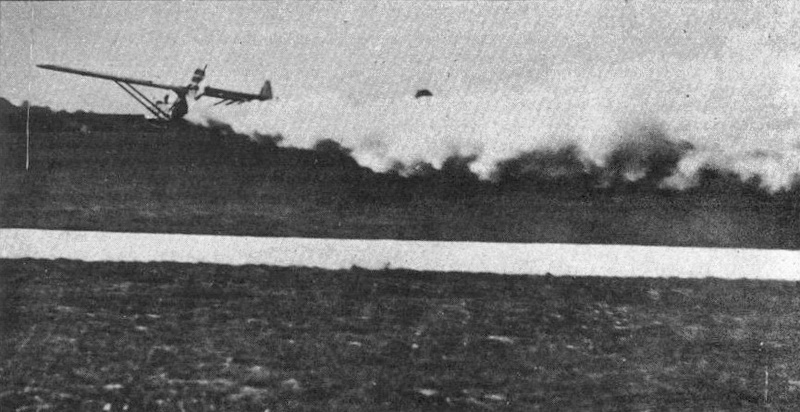
أوبل راك.1.

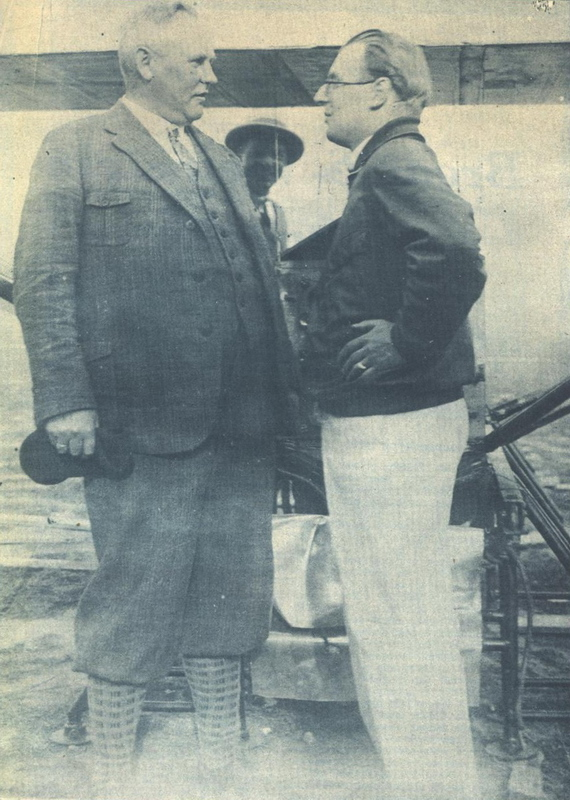
فريتز فون أوبل (يمين) وفريدريش ساندر (يسار) أمام أوبل راك.1

أوبل راك.1 (المعروفة أيضًا باسم أوبل راك.3  ) أول طائرة تعمل بالطاقة الصاروخية في العالم. تم تصميمها وبناؤها من قبل يوليوس هاتري بتكليف من فريتز فون أوبل الذي طار بها في 30 سبتمبر 1929 أمام حشد كبير في مطار ريبستوك بالقرب من فرانكفورت أم ماين.
خلال أواخر عشرينيات القرن العشرين، قام فون أوبل بمجموعة متنوعة من الأعمال الدعائية للمركبات التي تعمل بالطاقة الصاروخية، Opel-RAKs لشركة أوبل. وقد ساعده في هذه المساعي شركة تصنيع الألعاب النارية فريدريك ساندر ومناصر فكرة الصواريخ ماكس فالييه. في يونيو 1928، اشترى طائرة شراعية ضممها ألكسندر ليبيش وزودها بالصواريخ. ومع ذلك، لم تحصل أوبل على فرصة للطيران ، حيث تم تدمير الطائرة بسبب انفجار محركها في رحلتها التجريبية الثانية.
كان راك.1 يحتوي على جناح نموذجي لطائرة شراعية، تم بموجبه تعليق جراب لاستيعاب الطيار وستة عشر محرك صاروخي صلب.